# Grup de recerca CREA
CREA, acrònim de Community of Research on Excellence for All és un grup de recerca adscrit a la Universitat de Barcelona. Va ser fundat el 1991, aleshores amb el nom Centre Especial de Recerca en Teories i Pràctiques Superadores de Desigualtats, pel catedràtic de sociologia Ramón Flecha. El 2016, reunia 72 investigadors de sociologia, educació, psicologia, economia, ciència política, dret, criminologia, comunicació, biologia, neurologia i història de sis universitats catalanes, tres d'espanyoles i cinc d'estrangeres, incloent-hi Cambridge.
El 2004, va rebre diverses crítiques sobre el funcionament del grup però, el 2006, la fiscalia va arxivar el cas al no trobar cap delicte, tot i que, va requerir canvis al col·lectiu, al detectar pràctiques discriminatòries contra alguns dels seus membres. El 2014, Mariano Fernández Enguita, catedràtic de sociologia de la Universitat Complutense de Madrid, va posar en dubte els seus mètodes de recerca. El 2016, la UB va traslladar a la fiscalia set denúncies d'alumnes i professors contra el CREA que l'acusaven de comportaments de secta, manipulació i invasió de la intimitat. CREA va vincular les queixes a una campanya difamatòria per la seva línia de recerca i denúncia sobre la violència de gènere i assetjament sexual a les universitats. El 2017 les denuncies van ser arxivades al no disposar de prou testimonis i proves per actuar a nivell penal. El 2018, CREA va denunciar l'entitat antisectes Redune per difamació, després de l'arxivament de les denúncies.